# Lista chorążych reprezentacji Bułgarii na igrzyskach olimpijskich
Lista chorążych reprezentacji Bułgarii na igrzyskach olimpijskich – lista zawodników i zawodniczek reprezentacji Bułgarii, którzy podczas ceremonii otwarcia nowożytnych igrzysk olimpijskich nieśli flagę bułgarską.

## Chronologiczna lista chorążych
| Lp. | Rok i miejsce           | Chorąży            | Dyscyplina            |
| --- | ----------------------- | ------------------ | --------------------- |
| 1   | 1924, Paryż             | Kirił Petrunow     | Lekkoatletyka         |
| 2   | 1928, Amsterdam         | Todor Semow        | Jeździectwo           |
| 3   | 1932, Los Angeles       | b.d.               |                       |
| 4   | 1936, Innsbruck         | b.d.               |                       |
| 5   | 1936, Berlin            | Luben Dojczew      | Lekkoatletyka         |
| 6   | 1948, Sankt Moritz      | b.d.               |                       |
| 7   | 1952, Oslo              | b.d.               |                       |
| 8   | 1952, Helsinki          | Boris Nikołow      | Boks                  |
| 9   | 1956, Cortina d'Ampezzo | b.d.               |                       |
| 10  | 1956, Melbourne         | Georgi Panow       | Koszykówka            |
| 11  | 1960, Squaw Valley      | b.d.               |                       |
| 12  | 1960, Rzym              | Georgi Panow       | Koszykówka            |
| 13  | 1964, Innsbruck         | b.d.               |                       |
| 14  | 1964, Tokio             | Enju Wyłczew       | Zapasy                |
| 15  | 1968, Grenoble          | b.d.               |                       |
| 16  | 1968, Meksyk            | Prodan Gardżew     | Zapasy                |
| 17  | 1972, Sapporo           | b.d.               |                       |
| 18  | 1972, Monachium         | Dimityr Złatanow   | Siatkówka             |
| 19  | 1976, Innsbruck         | b.d.               |                       |
| 20  | 1976, Montreal          | Aleksandyr Tomow   | Zapasy                |
| 21  | 1980, Lake Placid       | Petyr Popangełow   | Narciarstwo alpejskie |
| 22  | 1980, Moskwa            | Aleksandyr Tomow   | Zapasy                |
| 23  | 1984, Sarajewo          | Władimir Weliczko  | Biathlon              |
| 24  | 1988, Calgary           | Władimir Weliczko  | Biathlon              |
| 25  | 1988, Seul              | Wasił Etropołski   | Szermierka            |
| 26  | 1992, Albertville       | Iwa Karagiozowa    | Biathlon              |
| 27  | 1992, Barcelona         | Iwajło Jordanow    | Piłka nożna           |
| 28  | 1994, Lillehammer       | Nadeżda Aleksiewa  | Biathlon              |
| 29  | 1996, Atlanta           | Dimo Tonew         | Siatkówka             |
| 30  | 1998, Nagano            | Lubomir Popow      | Narciarstwo alpejskie |
| 31  | 2000, Sydney            | Iwo Janakiew       | Wioślarstwo           |
| 32  | 2002, Salt Lake City    | Stefan Georgiew    | Narciarstwo alpejskie |
| 33  | 2004, Ateny             | Marija Grozdewa    | Strzelectwo           |
| 34  | 2006, Turyn             | Ekaterina Dafowska | Biathlon              |
| 35  | 2008, Pekin             | Petyr Stojczew     | pływanie              |
| 36  | 2010, Vancouver         | Aleksandra Żekowa  | Snowboarding          |
| 37  | 2012, Londyn            | Jordan Jowczew     | Gimnastyka sportowa   |
| 38  | 2014, Soczi             | Marija Kirkowa     | Narciarstwo alpejskie |
| 39  | 2016, Rio               | Iwet Łałowa        | Lekkoatletyka         |
| 40  | 2018, Pjongczang        | Radosław Jankow    | Snowboarding          |
| 41  | 2020, Tokio             | Marija Grozdewa    | Strzelectwo           |